# 34102 Shawnzhang
34102 Shawnzhang è un asteroide della fascia principale. Scoperto nel 2000, presenta un'orbita caratterizzata da un semiasse maggiore pari a 3,0128345 au e da un'eccentricità di 0,0525948, inclinata di 2,69027° rispetto all'eclittica.